# Yŏmju-gun
Yŏmju-gun (koreanska: 염주군) är en kommun i Nordkorea.   Den ligger i provinsen Norra P'yŏngan, i den västra delen av landet, 140 km nordväst om huvudstaden Pyongyang.